# 維什涅韋 (瓦爾基區)
49°40′38″N 35°31′32″E / 49.67722°N 35.52556°E
維什內韋（烏克蘭語：Вишневе）是位於烏克蘭東部的村莊，由哈爾科夫州博霍杜希夫區的瓦爾基市鎮負責管轄。該村始建於1917年，面積11.6平方公里，海拔高度121米，2001年人口236，人口密度每平方公里20.4人。